# الکسی پتروف
الکسی پتروف (روسی: Алексей Степанович Петров؛ ۲۲ مارس ۱۹۳۷ – مارس ۲۰۰۹) دوچرخه‌سوار اهل روسیه بود.
وی در مسابقات کشوری و بین‌المللی در مجموع برندهٔ ۱ مدال برنز شده‌است.